# Christian Christiansen (pianiste)
Pour les articles homonymes, voir Christian Christiansen.
Christian Aagaard Christiansen (né le 20 décembre 1884 à Hillerød; mort le 19 février 1955 à Copenhague) est un pianiste, organiste et compositeur danois.

## Biographie
Il a étudié le piano avec Wolfgang Hansen, le violon avec Georg Høeberg et la composition avec Otto Malling à l'Académie royale de musique de Copenhague en 1902-1904. Il a composé la cantate pour l'inauguration du nouveau bâtiment du Conservatoire en 1905, et a été embauché l'année suivante en tant que professeur de piano. Il a étudié à Berlin de 1905 à 1907 avec Rudolf Maria Breithaupt (de). Il est devenu répétiteur au Théâtre royal danois de 1911 à 1915. Il est apparu dans de nombreux concerts à Copenhague et dans des tournées de concerts à l'étranger, avec Tilly Koenen et Vilhelm Herold (en). Il était organiste et cantor à la Jesuskirken en 1919, et à la Frederikskirken en 1927.
Christiansen a enseigné à l'Académie royale danoise de musique, établissement qu'il a dirigé de 1947 à 1953. En tant que formateur, il introduit la méthode d'enseignement Carreno-Breithaupt à l'Académie royale danoise de musique. Niels Viggo Bentzon était parmi ses élèves.
Christiansen est connu comme étant un ardent défenseur de la musique de Carl Nielsen.

## Compositions
- Sonate pour piano (ut dièse mineur),
- Recueil de lieder (opus 1),
- Sonate pour violon et piano (opus 2).